# Двигатель Toyota KD
Toyota KD — семейство рядных четырёхцилиндровых автомобильных дизельных двигателей фирмы Toyota. В семейство входят две модели: 1KD-FTV рабочим объёмом 3,0 литра и 2KD-FTV объёмом 2,5 литра. Двигатели оснащены аппаратурой D-4D, включающей в себя систему подачи топлива с общей магистралью (common rail), турбокомпрессор с изменяемой геометрией направляющего аппарата и систему рециркуляции отработавших газов управляемые 32-разрядным процессором.
Двигатели имеют классическую компоновку с вертикально расположенными цилиндрами, чугунный цельнолитой безгильзовый блок цилиндров.

## Поршневая группа
Поршни отлиты из алюминиевого сплава. Камера сгорания выполнена в днище поршня. Канавка под верхнее поршневое кольцо выполнена из твёрдого жаропрочного сплава, залитого в поршень. Поршни охлаждаются струями масла, создаваемыми форсунками, установленными в нижней части цилиндров.
Поршневая группа двигателей семейства KD характеризуется высокой тепловой и механической нагрузкой. На двигателях 2007—2011 годов выпуска по этой причине возникали случаи растрескивания поршня. С 2011 года конструкция поршня была изменена.

## Кривошипно-шатунный и балансировочный механизм
Двигатели имеют полноопорный сбалансированный коленчатый вал. Дополнительная балансировка двигателя обеспечивается двумя балансировочными валами, приводимыми через зубчатую передачу.

## Головка цилиндров и клапанный механизм
Двигатели имеют алюминиевую литую головку цилиндров. Каждый цилиндр имеет 2 впускных и 2 выпускных клапана, приводимых отдельными распределительными валами. До 2013 года фазы газораспределения были постоянными, с 2013 года фазы впуска стали регулируемыми (система VVT-i). Зазоры в клапанном механизме регулируются подбором толкателей.

## Привод механизмов, агрегатов и систем двигателя
Узлы двигателя имеют комбинированный привод, включающий в себя зубчатые передачи, зубчатый и поликлиновой ремни.
Большая часть механизмов и систем приводится зубчатыми передачами через коробку приводов. Коробка приводов расположена в отдельном картере, отлитом из алюминиевого сплава, закреплённом в передней части двигателя. От коробки приводов приводятся: балансировочные валы, вакуумный насос, ТНВД, ведущий шкив ременного привода распределительного вала. Коробка приводов «наследие» — доставшееся двигателям KD от старых моделей дизелей Toyota. Такое решение, с одной стороны, увеличивает массу двигателя (коробка приводов весит 6 кг), с другой стороны повышает надёжность и сокращает затраты на обслуживание (узел является необслуживаемым).
Распределительный вал впускных клапанов приводится зубчатым ремнём от вала ТНВД.

## 1KD-FTV
- Начало выпуска: 2000 год
- Объём: 3,0 л (2982 см3)

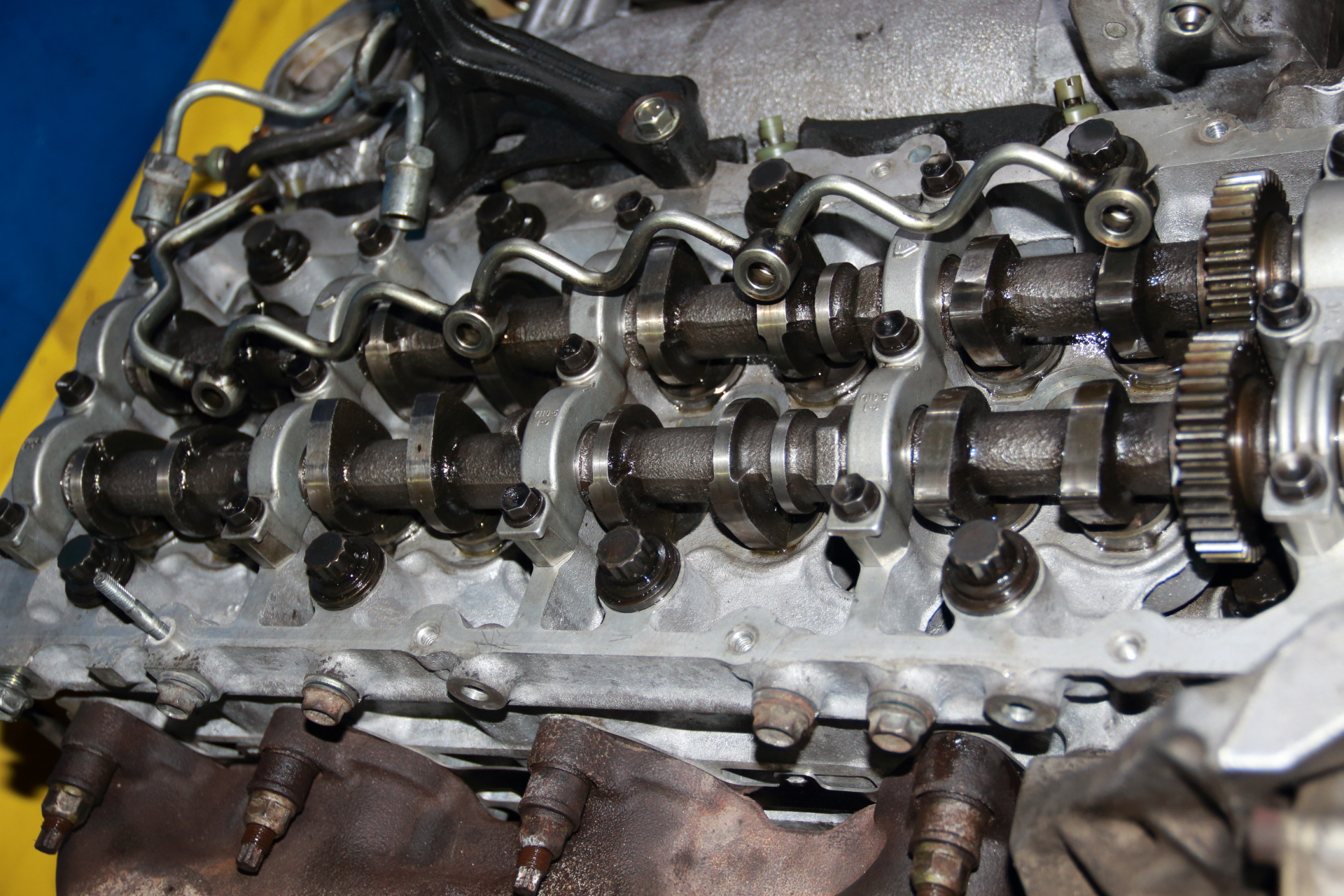
Распределительные валы двигателя 1KD-FTV

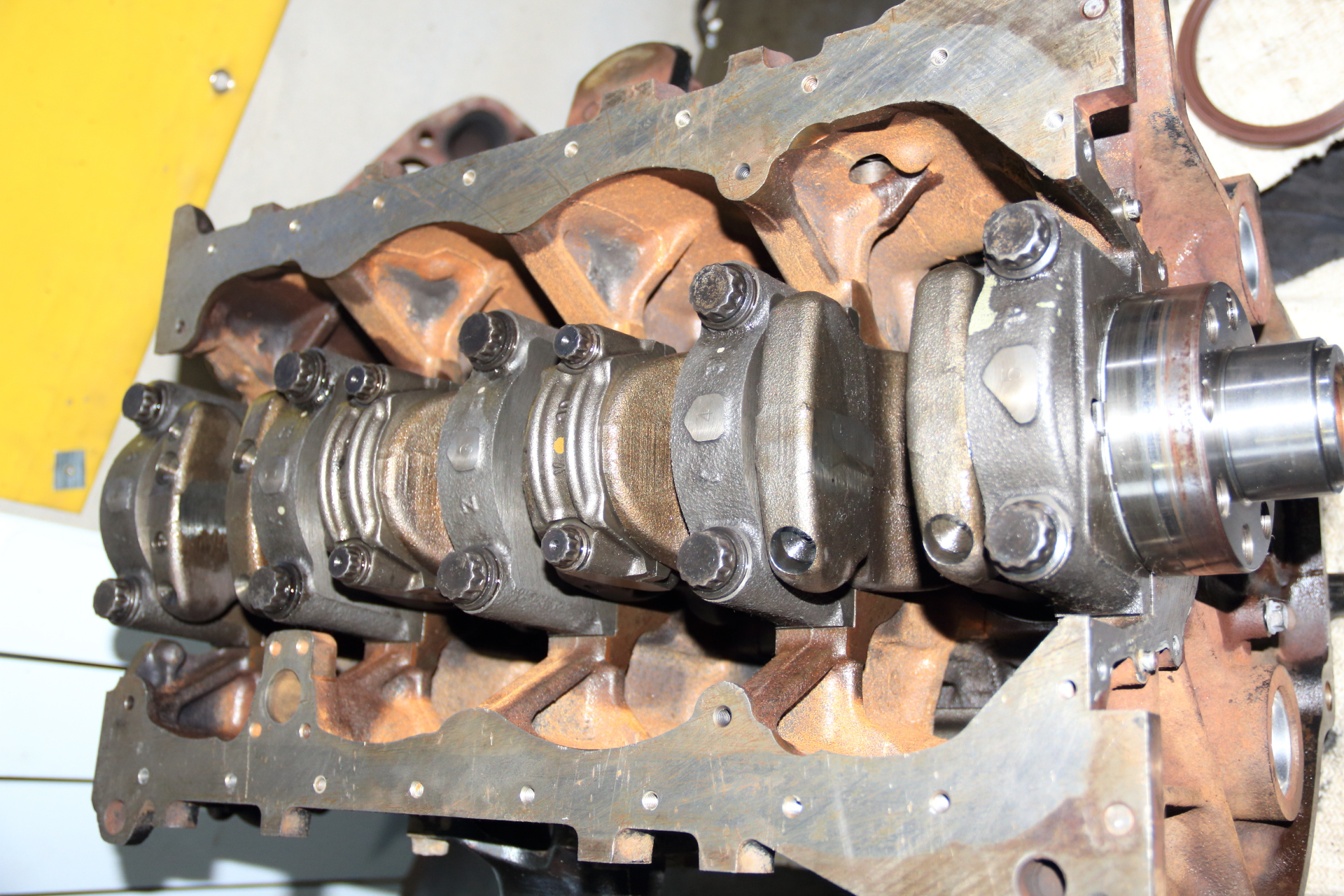
Коленчатый вал двигателя 1KD-FTV

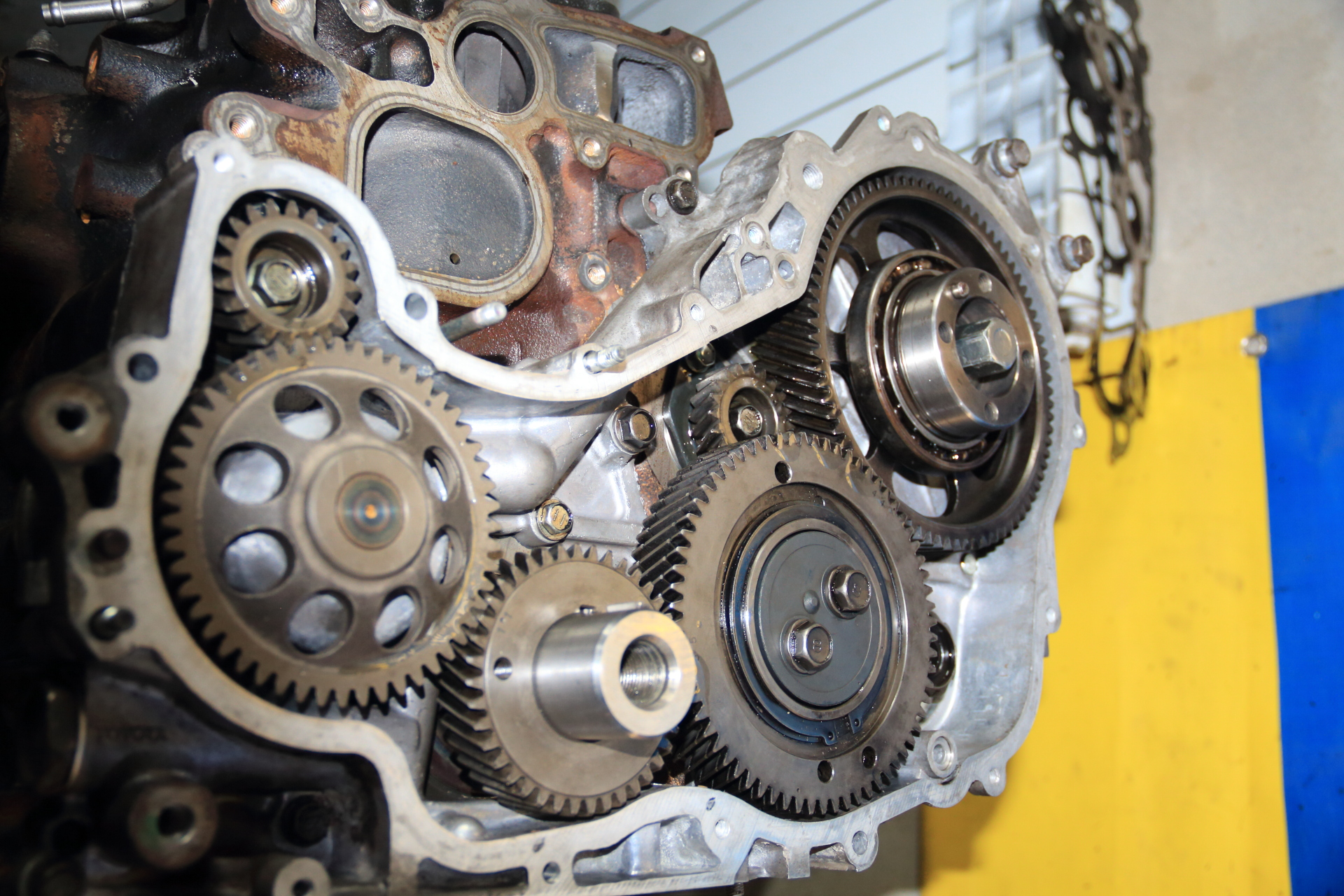
Коробка приводов двигателя 1KD-FTV:
слева направо: шестерня привода балансировочного вала (малая), промежуточная шестерня (привод масляного насоса), шестерня коленчатого вала, промежуточная шестерня (паразитная), шестерня привода балансировочного вала (малая), шестерня привода ТНВД (большая)

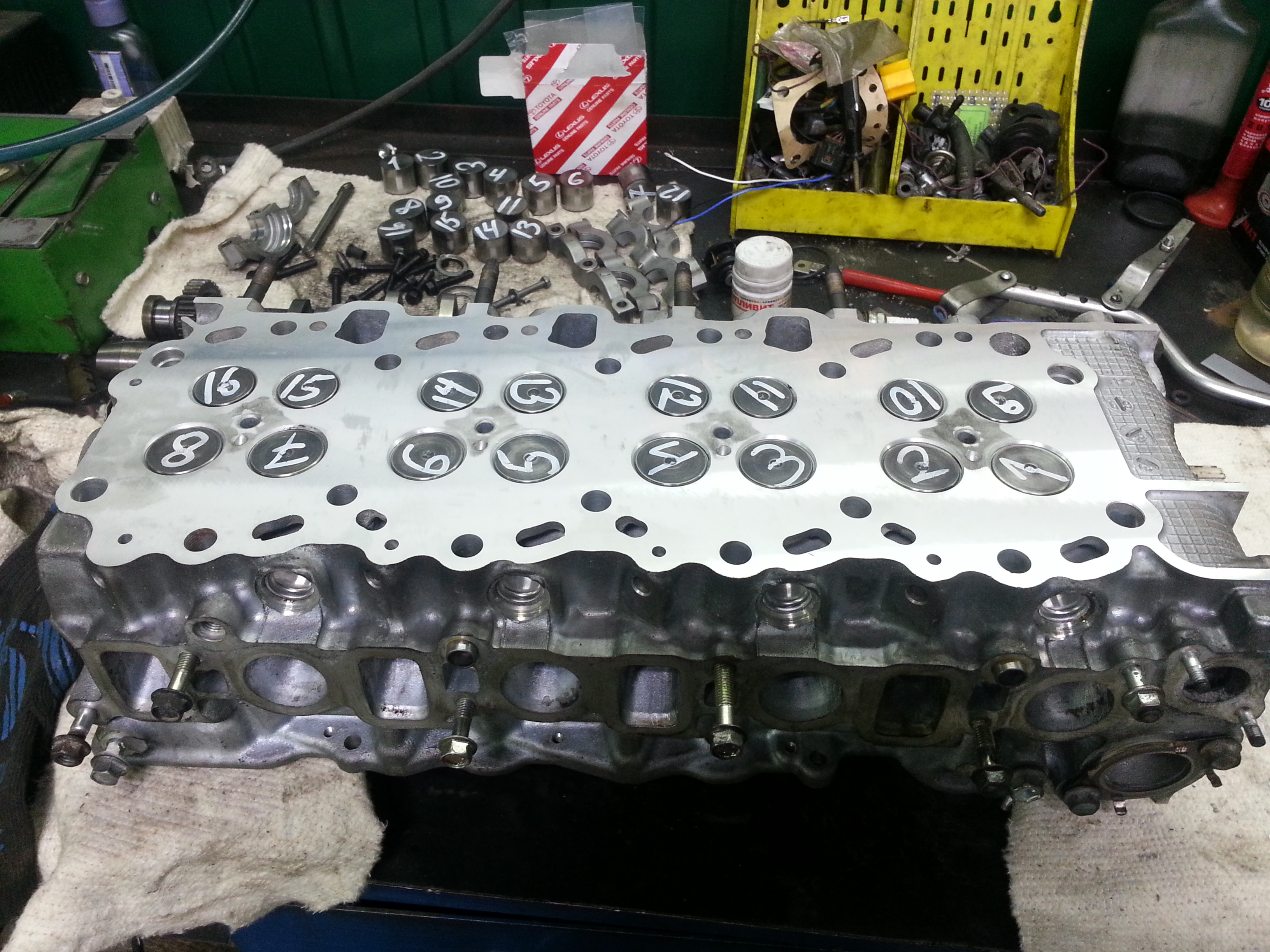
Головка цилиндров двигателя 1KD-FTV (вид со стороны тарелок клапанов)

- Диаметр цилиндра × ход поршня: 96 мм × 103 мм
- Мощность: 127—140 кВт (170—188 л. с.) при 3400 об/мин
- Крутящий момент: 280—410 Н⋅м при 1800—3400 об/мин
- Красная зона: 4200 об/мин
- Степень сжатия: 17,9:1

### Применения
- Toyota Land Cruiser Prado
- Toyota Hilux Surf
- Toyota HiAce
- Toyota Fortuner
- Toyota Dyna
- Toyota Toyoace
- Hino Dutro
- Toyota Hilux

## 2KD-FTV
- Начало выпуска: 2001 год
- Объём: 2,5 л (2494 см3)
- Диаметр цилиндра × ход поршня: 92 мм × 93,8 мм
- Мощность: 66—107 кВт (88—143 л. с.) при 3400—3800 об/мин
- Крутящий момент: 192—343 Н⋅м при 1600—3800 об/мин
- Красная зона: 4400 об/мин
- Степень сжатия: 17,4:1—18,5:1.

### Применения
- Toyota Hilux
- Toyota Fortuner
- Toyota Dyna
- Hino Dutro
- Toyota Innova
- Toyota Hiace